# Julio César La Cruz
Julio César De La Cruz Peraza (11. srpna 1989 Camagüey) je kubánský boxer. Měří 182 cm a váží 81 kg, v boxu vychází z ortodoxního základního postoje. Má přezdívku La Sombra (Stín).
Boxu se začal věnovat roku 1995 v rodném Camagüey. V roce 2008 se stal poprvé mistrem Kuby v polotěžké váze. Poprvé reprezentoval na mistrovství Ameriky v boxu v roce 2010, kde získal stříbrnou medaili po finálové porážce od Ekvádorce Ítala Perey. V následujícím roce vyhrál mistrovství světa amatérů v boxu i panamerické hry. Na Letních olympijských hrách 2012 ho ve čtvrtfinále vyřadil Yamaguchi Falcão z Brazílie. Získal zlatou medaili na MS 2013, avšak v lednu 2014 se stal na ulici v Camagüey obětí přepadení, byl postřelen do kyčle a musel podstoupit rekonvalescenci.
Po návratu do ringu získal prvenství na středoamerických a karibských hrách 2014 i světovém šampionátu a panamerických hrách v roce 2015, také v letech 2014 a 2016 vyhrál s týmem Cuba Domadores týmovou soutěž World Series of Boxing. Roku 2016 se stal poprvé olympijským vítězem, když ve finále zdolal kazachstánského reprezentanta Ädilbeka Nijazymbetova. Šlo také o historický úspěch pro celý kubánský box, protože polotěžká váha byla jedinou kategorií, kde do té doby reprezentanti karibské země nezískali olympijské zlato.
V roce 2017 vyhrál mistrovství světa i kontinentální šampionát a v následujícím roce obhájil titul na středoamerických a karibských hrách. Roku 2019 vyhrál panamerické hry a na světovém šampionátu získal bronzovou medaili po semifinálové porážce s Bekzadem Nurdauletovem z Kazachstánu. Poté přešel do těžké váhy. 
Na LOH 2020 získal druhou zlatou olympijskou medaili. Značný mediální ohlas mělo čtvrtfinálové utkání, v němž porazil kubánského emigranta Enmanuela Reyese reprezentujícího Španělsko. Po tomto politicky exponovaném zápase La Cruz veřejně podpořil kubánský komunistický režim a odsoudil opoziční hnutí Patria y Vida. Ve finále pak dokázal porazit 5:0 na body ruského boxera Muslima Hadžimagomedova. 
Roku 2022 se s povolením kubánských úřadů zúčastnil dvou zápasů v profesionálním ringu a v obou zvítězil. V říjnu 2023 Julio César La Cruz jako první boxer v historii počtvrté vyhrál na panamerických hrách a zajistil si tak kvalifikaci na Letní olympijské hry 2024.